# Voetveer Ammerstol-Groot Ammers

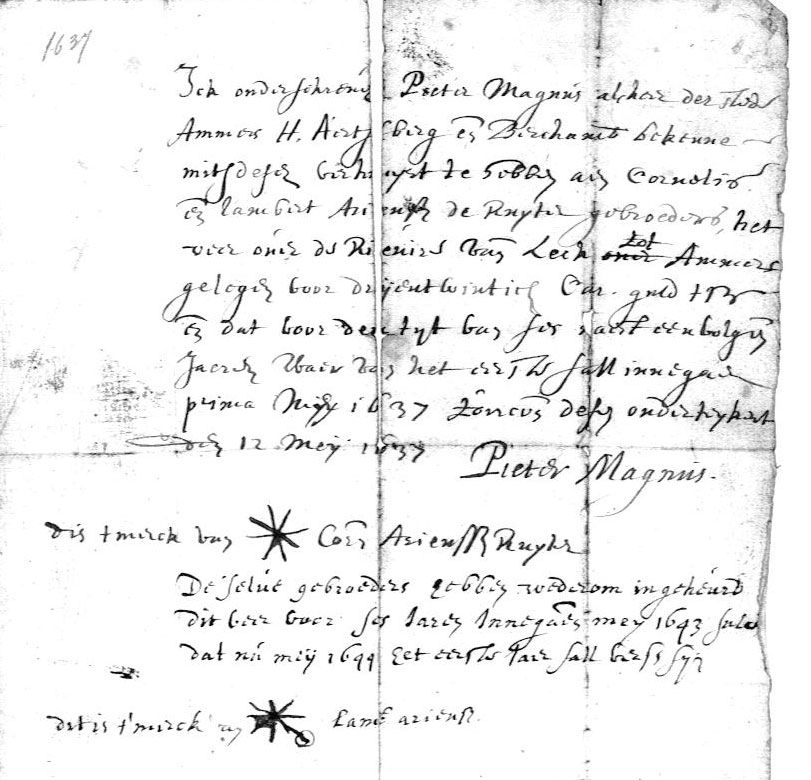
Huurakte uit 1637 waarin het veer voor zes jaar wordt verhuurd aan de gebroeders Cornelis en Arie de Ruyter

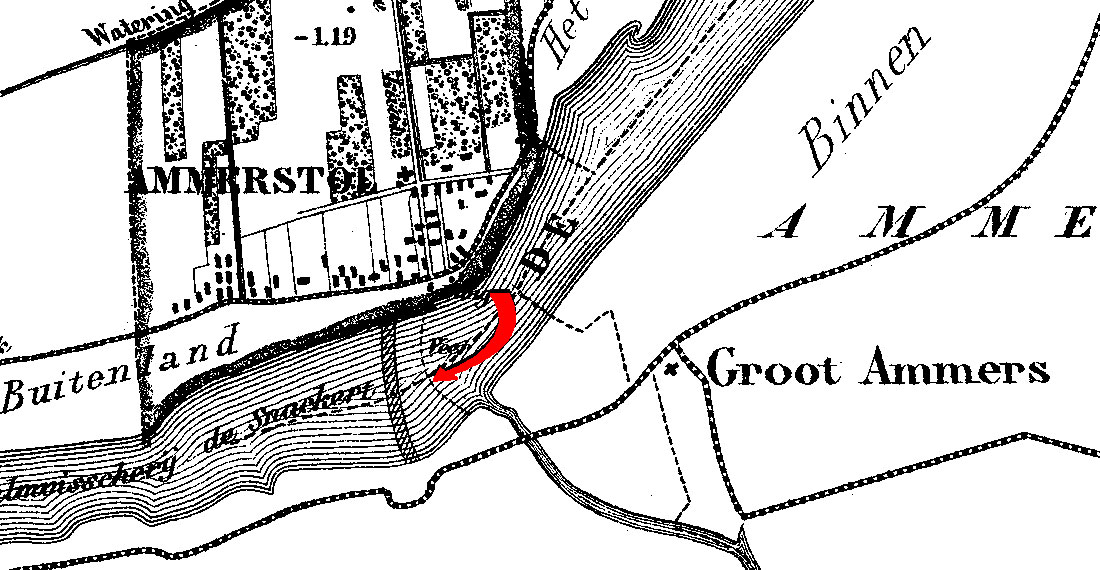
De plaats van het veer ingetekend op de kaart van Ammerstol in de Gemeente Atlas van Kuypers (1869)

Het Voetveer Ammerstol-Groot Ammers is een voetveer tussen de plaatsen Ammerstol en Groot Ammers over de Lek in de Nederlandse provincie Zuid-Holland.

## Geschiedenis
Het voetveer vormde eeuwenlang de verbinding tussen Ammerstol en Groot-Ammers. In 1637 verhuurde Pieter Magnus, heer van Ammers, 's-Heeraartsberg en Bergambacht, het voetveer voor 23 Carolus-guldens voor een periode van zes jaar aan de gebroeders Cornelis en Arie de Ruyter. De overeenkomst werd in 1643 voor zes jaar verlengd (zie afbeelding). Maar ook daarna bleven veerlieden in een open roeibootje passagiers overzetten van de ene zijde van de Lek naar de andere zijde.

In 1931 werd het bootje voorzien van een buitenboordmotor. Vooral werknemers die werkzaam waren aan de overzijde van de rivier werden overgezet. Het bootje vertrok in Ammerstol vanaf het 'oudemannenhuisje' aan de Lekdijk. In 1965 is het veer uit de vaart genomen. Het was economisch niet meer rendabel. Bij de vertrekplaats in Ammerstol bevindt zich een herinnering aan de twee laatste veermannen Kees Blanken en Kees Ooms:
Hier de beeltenis van een man, die een lange reeks van jaren, de mensen overbracht, nu zal hij niet meer varen.
Het veer is nu verdwenen, tot ongerief voor velen, maar Kees de veerman blijft, de vriendschap met ons delen!
Sinds 2008 vaart het veer 's zomers af en toe weer. Van 2e paasdag t/m 30 september wordt er elke zondag gevaren met vrijwilligers.